# Подтабор (община Добреполе)
Вижте пояснителната страница за други значения на Подтабор.
Подтабор (на словенски: Podtabor) е село в Словения, регион Средна Словения, община Добреполе. Според Националната статистическа служба на Република Словения през 2015 г. селото има 81 жители.